# ブレイディ法
ブレイディ法（ブレイディほう、英語: Brady Handgun Violence Prevention Act）は1993年に制定され1994年に施行されたアメリカ合衆国の法律。銃規制を目的とした法律のひとつで、2004年に失効している。

## 概要

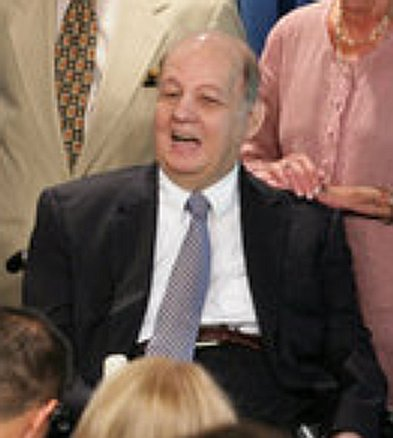
2006年のジェイムズ・ブレイディ

拳銃などの販売に5日間の猶予期間を設けること、販売店に購入希望者の犯歴を警察へ照会することを義務付けている。
法律名はレーガン大統領暗殺未遂事件において負傷した大統領補佐官のジェイムズ・ブレイディにちなんでいる。

## 内容
銃販売店に対して購入者の身元の調査を規定し、有前科者や麻薬中毒者、精神病者や未成年者への販売を禁止した。しかしブレイディ法は銃販売店に対する規制にすぎず、携行・所持などについては州法の規制に頼った内容である。当法成立後、銃の所持率と殺人事件増加率は低下したが、それが果たしてブレイディ法の影響なのかどうかは、全米ライフル協会を中心に疑問の声が根強い。
他の連邦法としては、拳銃の弾倉の装填数の10発以下への制限や半自動小銃のマズルデバイス（消炎制退器、バヨネットラグ）の規制等を盛り込んだ10年間の時限立法「アサルト・ウェポン規制法」が1994年に成立したが、2004年に更新されず、失効している。地方法としては、カリフォルニア州で着脱式弾倉の禁止（外部からピンで着脱ボタン等を押し込む仕様への改造を行えば認可）等がある。
この法律は当初5年間の時限立法として、制定された。後に5年延長されたが、政権がブッシュ共和党政権に移行したことなどから（米国政治では、民主党が銃規制に積極的で、共和党が規制に消極的とみられている）、2004年に延長されず、失効となった。

## 1998年以降
NICSシステムが稼働し始めた1998年から2014年にかけて、2億200万件以上のBrady background checkが行われた。この期間中に約1,200万件（全体の約0.6%）の銃器の販売が阻止された。購入拒否の最も多い理由は、過去に重犯罪を犯していたことである。
しかし、ブレイディ法の違反者に対する起訴と有罪判決は極めて稀だった。法施行後の最初の17ヶ月ではたった7人しか有罪判決を受けなかった。法施行後の最初の年には250件の起訴が立件されたが、217件は拒否された。
2000年の研究では、ブレイディ法の施行は「55歳以上の人間の銃器による自殺の削減には関連するが、殺人率と自殺率全体とは関連がない」ことがわかった。